# Joan d'Organyà
Joan d'Organyà (Noguera, començament del segle xii - Bellpuig el Vell, terme d'Os de Balaguer, 1192-1195) fou un eremita i canonge premonstratenc, prior del monestir de Santa Maria de Bellpuig de les Avellanes. És venerat com a beat per l'Església catòlica, tot i que popularment és conegut com a sant Joan d'Organyà.

## Biografia
No se sap del cert on va néixer. Hi ha qui afirma que a Organyà, pel seu nom, i altres fonts diuen que era de Bellcaire d'Urgell, que era la versió més popular, però amb poc fonament històric. L'historiador Eduardo Corredera apunta la possibilitat que nasqués prop del monestir de les Avellanes, hipòtesi suportada per la freqüència del cognom Organyà a la documentació dels arxius parroquials de la zona.
Joan d'Organyà va formar part de la comunitat, cap al 1150, del monestir de Vallclara (Cabassers, Priorat), primera abadia premostratenca de Catalunya, fundada amb el suport del comte Ramon Berenguer IV. La comunitat de Vallclara es va dissoldre, però, poc després de la fundació, cap al 1158.
Llavors Joan d'Organyà i altes monjos de la comunitat es traslladaren cap a terres de l'Urgell, al llavors anomenat Montmalet, vora el poble de Vilanova de les Avellanes, a tres quilòmetres de l'actual monestir de les Avellanes, en una cova natural on s'establiren els monjos: el lloc és avui conegut com a Sant Cap o Bellpuig el Vell. El bisbe els concedí permís per instal·lar-s'hi i celebraren la primera missa el 6 de gener de 1159. Hi portaren una vida molt austera, dedicada a la pregària i l'espiritualitat, amb abstinència perpètua de carn i silenci continuat. Només feien servir roba de lli en els oficis religiosos i descansaven en llits fet de taulons de fusta i amb l'hàbit posat. La duresa de la regla imposada feia complicada la vida diària de la comunitat.
A poc a poc es va anar estenent la fama de l'austeritat i santa vida de la comunitat, de manera que la gent va començar a visitar al monjo i a venerar la cova on vivien. Prop del convent, van fundar un hospital on rebre i alimentar pelegrins i pobres.

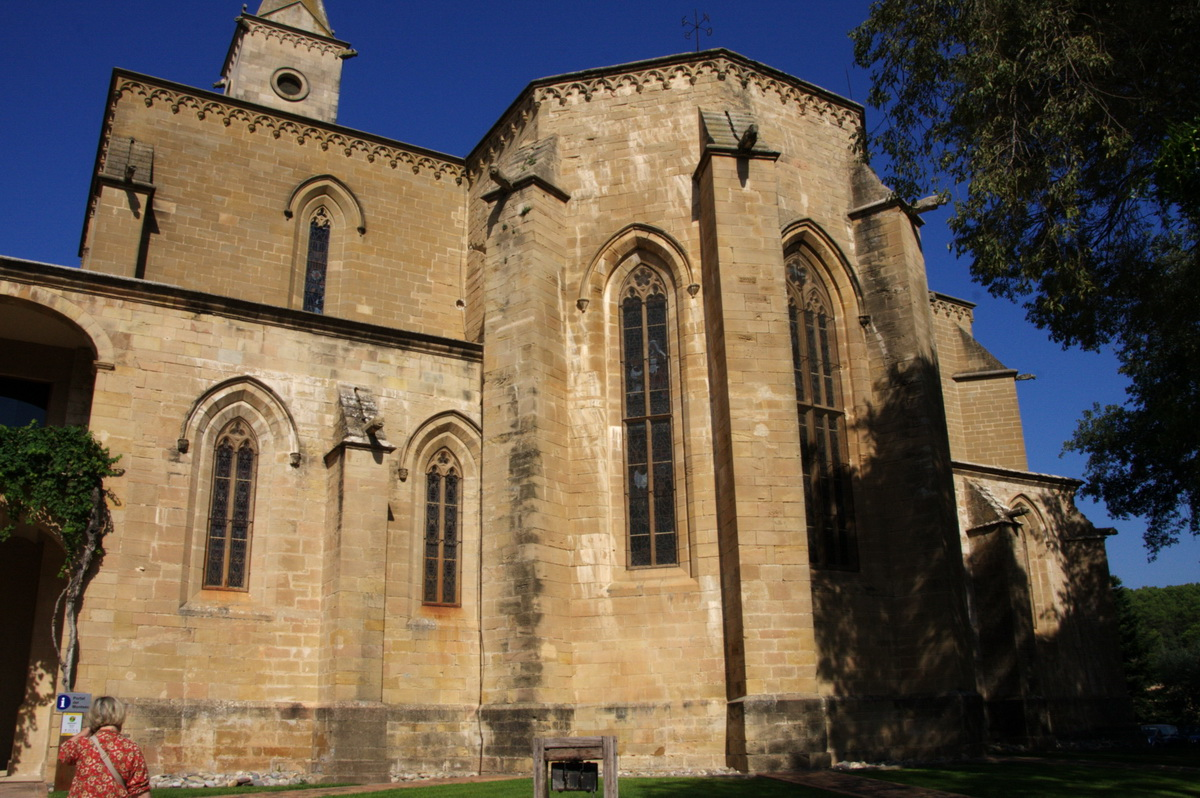
Monestir de Bellpuig de les Avellanes, avui.

El 1166, els comtes d'Urgell Ermengol VII i la seva esposa Dolça de Foix van dotar la comunitat perquè s'instal·lés en un monestir, donant-los el terme de Vilanova i el mont Malet; l'acta fundacional del nou monestir de Santa Maria de Bellpuig data de llavors, amb el nomenament de Joan d'Organyà com a prior. Alhora, Guillem d'Anglesola, el mateix 1166 va voler fundar un monestir a Bellpuig de les Avellanes (Noguera), a l'actual lloc de Fonts Amenes, prop del Mont Malet. Es va arribar a un pacte entre les dues noves cases i els qui volgueren viure com a canonges regulars premonstratencs es quedaren al lloc de Fonts Amenes, conegut com a Bellpuig el Nou de les Avellanes o Monestir de Santa Maria de Bellpuig de les Avellanes, mentre que Joan Organyà i alguns companys van restar al Montmalet, a Bellpuig el Vell. Bellpuig de les Avellanes va esdevenir la comunitat premonstratenca més important de Catalunya i la que donà origen a la resta de cases del país.
L'any 1172 Joan va deixar el càrrec de prior i es va lliurar a l'oració i la vida eremítica. Sempre visqué a Bellpuig el Vell, on va morir entre 1192 i 1195, i fou enterrat a la mateixa cova.

## Veneració
El lloc i la tomba de Joan d'Organyà van continuar essent venerats per la gent dels pobles veïns. Ben aviat va començar a rebre tractament de sant, tot i que no es va canonitzar formalment, ni tan sols beatificar. Sembla que fou una santificació popular, la qual cosa equivalia a la beatificació. Cap al segle xiii es van desenterrar les restes de Joan d'Organyà i es van col·locar en un sepulcre de pedra damunt de l'altar de Bellpuig el Vell, on van romandre fins al segle xviii, quan es traslladaren a l'església de Bellpuig el Nou, el monestir de les Avellanes. En 1843, el monestir va restar abandonat i les relíquies es van portar a l'església de Vilanova de la Sal.
La cova va rebre el nom de Cova del Sant Cap, ja que quan els fidels hi anaven, aixecaven la tapa de pedra de l'altar i en treien la relíquia del cap del sant i la presentaven a la veneració dels presents; d'aquí el costum d'anomenar Sant Cap al mateix Joan d'Organyà.